# Nilea erecta
Nilea erecta là một loài ruồi trong họ Tachinidae.